# Fernando Palatín y Garfia
Fernando Palatín y Garfía (Sevilla, 11 de setembre de 1852 – Sevilla, 25 de febrer de 1927) fou un virtuós violinista, director i compositor espanyol.
Va rebre les primeres nocions de solfeig del reputat mestre Francisco Josè Feo, i les de violí del nogensmenys acreditat Josè Courtier, va fer tan ràpids progressos en aquest difícil instrument, obligaren la Diputació provincial a declarar-se protectora del que, des de molt infant, feia pressentir dies de glòria pel seu país. Pensionat doncs per la Diputació anà a París el 1864, ingressant com alumne en el Conservatori, i aconseguint en cinc anys tres primers premis en les classes de solfeig, teoria musical i violí, aquest últim en el gran certamen públic del 20 de juliol de 1870; premi tant més extraordinari, ja que de tots els alumnes espanyols de violí que han cursat en aquest Conservatori, només Palatín y Garfia i Sarasate havien assolit aquesta honrosa distinció.
Des d'un any abans ja s'havia fet aplaudir en els concerts efectuats en les Sales d'Érard, Hertz i altres, interrompin la seva ascendent reputació la guerra francoprussiana, que obligà al violinista a deixar París, passant a Bèlgica, sense haver acabat els seus estudis de composició en els que mostrava un notable avançament. El 1872, després del conveni que acabà amb la lluita sagnant, Palatín y Garfia retornà a París, sent elegit pel cèlebre compositor Elwart per a il·lustrar els concerts-conferències que aquell donava, amb gran i merescut èxit. Una sèrie de concerts en diferents poblacions, acompanyada de nombrosos èxits, es pot citar des d'aquesta data: Pau, París, Madrid, el 1884, on la duquessa Angela de Medinaceli obrí els seus salons per donar-lo conèixer, sent més tard escoltada a Palau i en el Conservatori: Tolosa, Bordeus, Royan, Sant Sebastià, Cadis, Màlaga i Sevilla, són testimonis d'altres tantes ovacions tributades a l'il·lustre violinista.
De retorn a Pau fundà diverses societats filharmòniques, entre elles una orfeònica titulada La Lyre Palois, que a Tolosa aconseguí el primer premi entre 126 societats que se'l disputaven. Després Palatín y Garfia fou nomenat director de l'orquestra municipal d'Aguas Buenas, dels Concerts clàssics de la capital de Bearn i altres, fent també algunes excursions per Londres, Oxford, Lincoln, Winchester, Cambridge., retirant-se després a Sevilla per a exercir el càrrec de professor de música, depenent de la Diputació provincial.
Palatín y Garfia posseïa l'Orde d'Isabel la Catòlica i la Carles III, la creu del Mèrit Artístic, la d'Officier d'Académie, diverses condecoracions i multitud de nomenaments de societats espanyoles i estrangeres.
Com a afer curiós, Saldoni diu en el seu Catálogo de músicos españoles que durant més de tres segles no ha mancat mai algun músic notable en la família Palatín, i es poden considerar, per consegüent, com la família més longeva d'Europa en l'art filharmònic.